# Курикюмал
Курикюма́л (рос. Курыкюмал, марій. Курыкйымал) — присілок у складі Моркинського району Марій Ел, Росія. Входить до складу Октябрського сільського поселення.

## Населення
Населення — 127 осіб (2010; 122 у 2002).
Національний склад (станом на 2002 рік):
- лучні марійці — 100 %